# Інший
Інший  — центральна категорія сучасної філософії.
Два моменти — зосередження людської особистості на самості та недоступність нам внутрішнього світу іншої людини — породжують проблему відношення «Я та Іншій». Людська особистість самодостатня, самовладна, а тому вона діє лише із себе самої. Виникає питання: як при цьому розглядати інших людей? Як елементи моїх життєвих ситуацій? Як перешкоди на шляху моїх самоздійснень? Ці питання постають особливо гострими в так званих ліберальних суспільствах, що базуються на ринкових економічних відношеннях. Тут окрема людина не лише в своїх особистісних виявленнях, а і в реальних міжіндивідуальних стосунках постає як єдиний суб'єкт своєї життєдіяльності, отже питання про ставлення до інших людей постає не зайвим і не лише теоретичним.
Відношення до Іншого Е. Гуссерль називає апрезентацією — «аналогічною презентацією» (представленням за аналогією), коли ми можемо надавати реальності духовним вимірам Іншого лише на основі аналогії із власними самоспостереженнями.
Інша людина, що входить в моє сприйняття дійсності, принципово відрізняється від всіх інших елементів сприйняття; за нею стоїть намір, інтелектуальний вимір. Фізичні речі і навіть тварин ми оцінюємо за принципом тотожності їх сутності із їх проявами (існуванням), тобто від проявів ми робимо висновок щодо сутності. Але такий підхід не спрацьовує тоді, коли ми маємо справу із іншою людиною: мало того, що людина може свідомо маскувати свої наміри за неадекватною їм поведінкою, вона сама може оцінювати себе неповно або неадекватно.
Значить ми повинні розповсюджувати аналогію не на всі характеристики духовного в іншій людині, а на його якість, структуру, функції. Наприклад, І.Кант вважав, що визнаючи за собою право керуватися розумом, ми повинні надавати таке право і всім іншим людям. Якщо ми надаємо собі право на помилку, те ж саме ми повинні надати і іншим. Тобто йдеться не про повну тотожність нас із іншими, а про прийняття інших людей в тих якостях та функціональних окресленнях, які ми віднаходимо в собі.
Цей момент принципового прийняття Іншого в його власних якостях за аналогією із Я позначається як входження у відношення до Іншого через відношення «Я і Ти». Дане відношення принципово протиставляється відношенню "Я і Воно ": останнє припускає відсторонене, байдуже, нівелююче ставлення, а відношення «Я і Ти» передбачає момент злиття себе із Іншим, момент повного ототожнення.
Багато філософів і психологів вважає, що лише таке відношення є справді людським, бо лише воно може породити справжнє співчуття, співпереживання. Наприклад, відомий німецький філософ В. Дільтей вважав, що відношення «Я і Ти» передбачає вміння людини стати на місце іншої людини, відчувати те, що може відчувати інша людина.
Можна однозначно стверджувати, що кожна людина на шляху свого самопізнання та самоутвердження повинна пройти школу такого відношення, бо врешті лише так можна увійти у реальне відчуття неподільності людського початку буття. Це не передбачає відмови від своєї індивідуальності; навпаки, лише там, де є така індивідуальність, де є усвідомлення ролі та значення людської самості, виникає потреба та реальна можливість будувати людські взаємини на основі відношення «Я і Ти». При цьому відношення «Я та Інший» переходить у відношення «Я і Ми» тобто у відношення, в якому закони людської всеєдності виявляються єдино значущими в справі становлення людської особистості та її самореалізації.